# Bulbophyllum maximum
Bulbophyllum maximum es una especie de orquídea epifita originaria de África.    

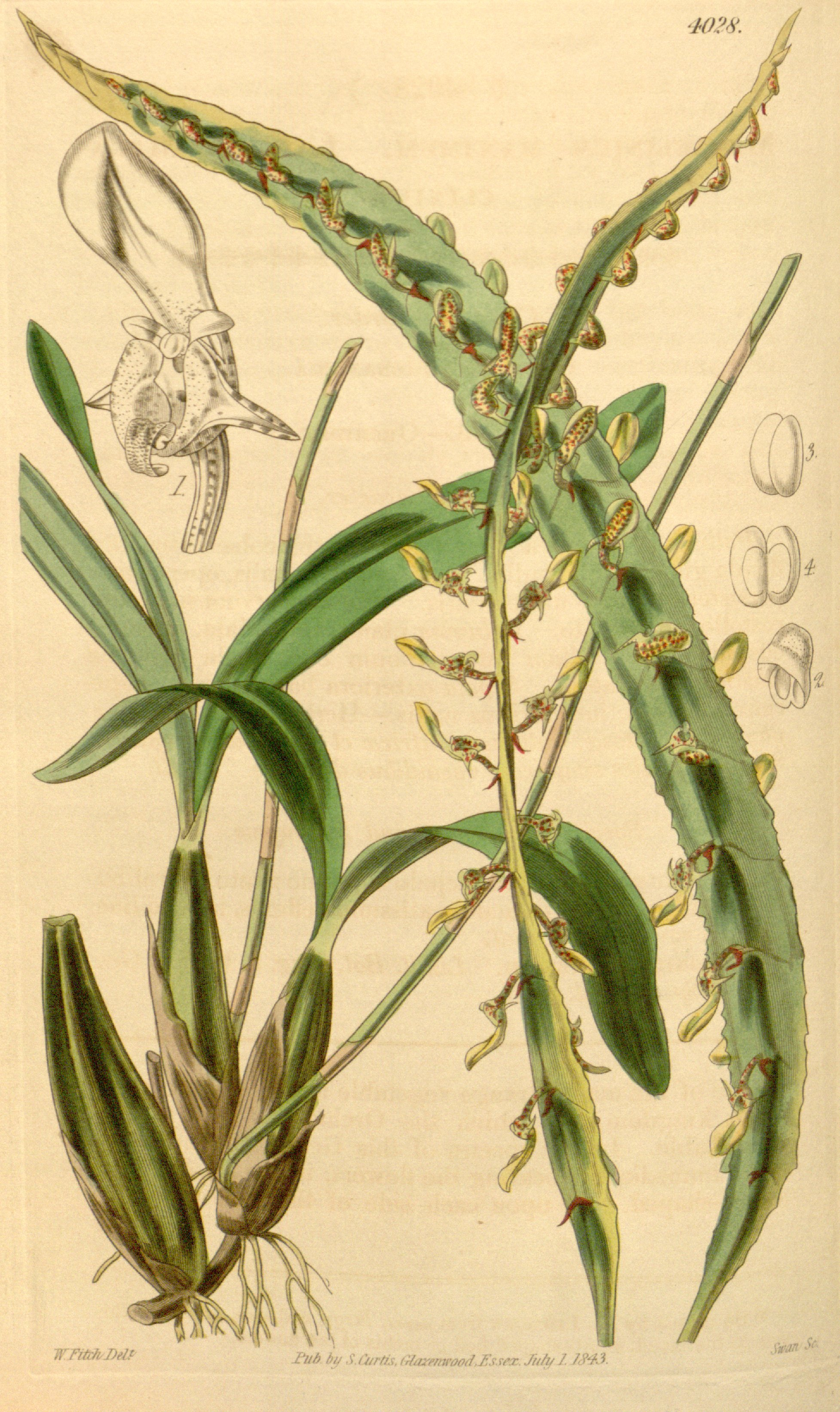
Ilustración

## Descripción
Es una  orquídea de tamaño pequeño, de crecimiento cálido con hábitos epífitas  bifoliados y un litofita ocasional con pseudobulbos oblongos a ovoides que llevan hasta 3 hojas, apicales, oblongas, con ápice redondeado y emarginado,  gruesas y coriáceas. Florece en el otoño en una sola inflorescencia, basal, erecta de 50 cm  que surge de un pseudobulbo maduro con hasta 50 flores pequeñas, que se abren de forma sucesiva repartidas a lo largo de las hojas, en un raquis aplanado con bordes dentados.

## Distribución y hábitat
Se encuentra en Sierra Leona, Costa de Marfil, Ghana, Togo, Liberia, Nigeria, Gabón, Islas del Golfo de Guinea, Camerún, República Centroafricana, Zaire, Uganda, Kenia, Etiopía, Tanzania, Mozambique, Malawi, Zambia, Zimbabue y Angola    en bosques abiertos y bosques de ribera en las elevaciones de 600 a 2100 metros.

## Taxonomía
Bulbophyllum maximum fue descrita por (Lindl.) Rchb.f.   y publicado en Annales Botanices Systematicae 6: 259. 1861.
Etimología
Bulbophyllum: nombre genérico que se refiere a la forma de las hojas que es bulbosa.
maximum: epíteto latino que significa "máximo".
Sinonimia
- Bulbophyllum ciliatum Schltr.
- Bulbophyllum cyrtopetalum Schltr.
- Bulbophyllum djumaense (De Wild.) De Wild.
- Bulbophyllum djumaense var. grandifolium De Wild.
- Bulbophyllum maximum var. oxypterum (Lindl.) Pérez-Vera
- Bulbophyllum moirianum A.D.Hawkes
- Bulbophyllum nyassanum Schltr.
- Bulbophyllum oxypterum (Lindl.) Rchb.f.
- Bulbophyllum oxypterum var. mozambicense (Finet) De Wild.
- Bulbophyllum platyrhachis (Rolfe) Schltr.
- Bulbophyllum subcoriaceum De Wild.
- Megaclinium djumaensis De Wild.
- Megaclinium flaccidum Hook.
- Megaclinium maximum Lindl.
- Megaclinium oxypterum Lindl.
- Megaclinium oxypterum var. mozambicense Finet
- Megaclinium platyrhachis Rolfe
- Megaclinium purpuratum Lindl.
- Megaclinium subcoriaceum De Wild.
- Phyllorchis maxima (Lindl.) Kuntze
- Phyllorchis oxyptera (Lindl.) Kuntze
- Phyllorkis maxima (Lindl.) Kuntze
- Phyllorkis oxyptera (Lindl.) Kuntze[3][4]